# モビルスーツ アンサンブル
MOBILE SUIT ENSEMBLE（モビルスーツ・アンサンブル）は、バンダイから発売されている組み立て式カプセルトイである。

## シリーズ概要
主な素材にPVC（塩化ビニル）とABS樹脂が使用されており、共通間接と3mmジョイントにより組み換えが出来るのが特徴。また、公式ではないが同社が発売しているロボットコンチェルトやアクアシューターズとも一部組み換え可能。
カプセルベンダーの他に店頭用にサック箱での販売も行っている。カプセル版は税込み500円に対しサック箱版は税抜き500円。
2016年12月中旬にプレシリーズとしてPart00（RX-78ロールアウトカラー、シャア専用ザク（ルウム戦役Ver））を皮切りにPart01がスタート。それに先駆けて2016年9月23日にEX01弾としてフルアーマーユニコーンガンダム（覚醒カラー）がプレミアムバンダイにて予約開始。
1つの弾にMS3種類、支援機、武器セットの5種類が基本構成。リペイントバージョンの～.5弾は同弾のカラバリモデルやマーキングを追加したものとなっている。
現在までに、限定版も含めた多彩なラインナップとカプセルトイでは異例の旧弾の再販やリペイント版の発売をしている。
10弾以降では関節がリニューアルされ保持力強化（ランナーの枠が円形から凸型に変更）、更に20弾以降では関節構造が変化し肩部分の可動が向上している（旧弾との組み合わせの場合胴体部分のジョイントの交換で対応）。
1～5弾の再販分、4.5弾、7.5弾は10弾～仕様の関節となっている。

## ラインナップ
- Part00（2016年12月中旬発売）　
  - 001　RX-78ロールアウトカラー
  - 002　シャア専用ザク（ルウム戦役Ver）
- Part01（2016年12月下旬初版、2021年11月5週再販）
  - 003　RX-78-2ガンダム
  - 004　量産型ザク
  - 005　Gファイター（RX-78-2ガンダムと組み合わせるとGアーマーになる）
  - 006　ユニコーンガンダム（デストロイモード）
  - 007　MS武器セット
- Part02（2017年4月下旬初版、2022年3月3週再販）
  - 008　ダブルオーガンダム
  - 009　オーライザー（ダブルオーガンダムと合体させダブルオーライザーを再現）
  - 010　バンシィデストロイモード
  - 011　RGM-79ジム
  - 012　MS武器セット（バンシィノルンオプションパーツ、GNソード3）
- Part03（2017年7月5週初版、2022年8月4週再販）
  - 013　ガンダムTR-1ヘイズル改
  - 014　フルドド（ヘイズル改と017MS武器セットと組み合わせヘイズル・ラーの再現）
  - 015　Zガンダム
  - 016　アッガイ
  - 017　MS武器セット（ヘイズル改と組み合わせアドバンスド・ヘイズルの再現）
- Part04（2017年10月4週初版、2023年2月2週再販）
  - 018　νガンダム
  - 019　ブースターベッド（νガンダムと組み合わせHWSνガンダムの再現）
  - 020　ケンプファー
  - 021　ウーンドウォート
  - 022　MS武器セット（018用フィンファンネルと020用武器セット）
- Part2.5（2017年12月4週）
  - 023　ダブルオーガンダム（トランザムカラー）
  - 024　オーライザー（トランザムカラー）
  - 025　バンシィデストロイモード（覚醒カラー）
  - 026　RGM-79ジム（リアルタイプカラー）
  - 027　MS武器セット
- Part05（2018年2月2週初版、2023年7月5週再販）
  - 028　ダブルオークアンタ
  - 029　V2ガンダム
  - 030　ゲドラフ
  - 031　アインラッド（ゲドラフ搭載可能）
  - 032　MS武器セット（029用V2バスターパーツ、028用GNバスターソードパーツ）
- Part06（2018年5月4週初版、2023年12月4週再販）
  - 033　V2アサルトガンダム（029、032、037を組み合わせV2アサルトバスターの再現）
  - 034　スターク・ジェガン
  - 035　RX-77ガンキャノン
  - 036　RX-75ガンタンク（共用ジョイントを使用しない支援機枠）
  - 037　MS武器セット（033、034、035用）
- Part07（2018年8月5週）
  - 038　ガンダムMk-2（エゥーゴ）
  - 039　リ・ガズィ
  - 040　ギラ・ドーガ
  - 041　Gディフェンサー（038と組み合わせスーパーガンダム）
  - 042　MS武器セット（040用）
- Part3.5（2018年11月3週）
  - 043　ガンダムTR-1ヘイズル改（ティターンズカラー）
  - 044　フルドド（ティターンズカラー）
  - 045　Zガンダム（マーキングプラス）
  - 046　アッガイ（マーキングプラス）
  - 047　MS武器セット（043用に色変更）
- Part08（2018年12月4週）
  - 048　ガンダムF91
  - 049　ヘビーガン（052と組み合わせ重装型再現）
  - 050　ハイゼンスレイII
  - 051　フルドドII（050、052と組み合わせハイゼンスレイII・ラー再現）
  - 052　MS武器セット
- Part09（2019年3月4週）
  - 053　陸戦型ガンダム
  - 054　高機動試作型ザク
  - 055　MS-09ドム
  - 056　ホバートラック（陸戦型ジムヘッド付属）
  - 057　MS武器セット（053、055用）
- Part1.5（2019年5月3週）
  - 058　RX-78-3ガンダム（G3カラー）
  - 059　Gファイター（G3カラー）
  - 060　ユニコーンガンダムデストロイモード（覚醒）
  - 061　量産型ザク（マーキングプラス）
  - 062　MS武器セット
- Part10（2019年8月1週）
  - 063　ストライクガンダム
  - 064　ユニコーンガンダムユニコーンモード
  - 065　ギラ・ズール
  - 066　スカイグラスパー（063と組み合わせエールストライクガンダム）
  - 067　MS武器セット（063、064、065用）
- Part11（2019年9月4週）
  - 068　ガンダムX
  - 069　百式
  - 070　MS-07グフ
  - 071　メガバズーカランチャー（069用量産型百式改パーツ付属）
  - 072　MS武器セット（068用ディバイダー、069、070用）
- Part12（2019年12月4週）
  - 073　G-セルフ
  - 074　FAガンダム7号機
  - 075　高機動型ザクII（黒い三連星仕様）
  - 076　G-セルフ宇宙用バックパック（073と組み合わせ）
  - 077　MS武器セット（074、075用）
- Part13（2020年2月5週）
  - 078　Sガンダム
  - 079　バンシィユニコーンモード
  - 080　ゼク・アイン
  - 081　Sガンダム用ブースター
  - 082　MS武器セット（080用第二種兵装、第三種兵装再現）
- Part4.5（2020年4月5週）
  - 083　νガンダム（マーキングプラス）
  - 084　ブースターベッド（マーキングプラス）
  - 085　ケンプファー（マーキングプラス）
  - 086　ウーンドウォート（ティターンズカラー）
  - 087　MS武器セット
- Part14（2020年6月2週）
  - 088　ウイングガンダム
  - 089　ガンダムAGE-1
  - 090　ゼータプラスA1（ユニコーンVer）
  - 091　タイタス＆スパローウェアセット（089と組み合わせ可、スパロー部分の関節は付属しない）
  - 092　MS武器セット（089、090、091用）
- Part15（2020年10月5週）
  - 093　ガンダムエクシア
  - 094　ガンダムデュナメス
  - 095　リゼル（一般機）
  - 096　リゼル拡張セット
  - 097　MS武器セット（093、094、095用）
- Part16（2020年12月5週）
  - 098　Hi-νガンダム（リファイン版）
  - 099　ガンダムキュリオス
  - 100　オーバーフラッグ（101とのハーフアソート）
  - 101　GNフラッグ（100とのハーフアソート）
  - 102　MS武器セット（098、099、100、101用）
- Part17（2021年3月4週）
  - 103　コアトップ（104との合体でZZガンダム）
  - 104　コアベース（103との合体でZZガンダム）
  - 105　ガンダムナドレ
  - 106　ヤクト・ドーガ（ギュネイ機　107とのハーフアソート）
  - 107　ヤクト・ドーガ（クェス機　106とのハーフアソート）
  - 108　MS武器セット（103～107用）
- Part18（2021年6月5週）
  - 109　RX-78-1プロトタイプガンダム
  - 110　シルヴァ・バレト・サプレッサー
  - 111　ザクウォーリア（一般機　112とのハーフアソート）
  - 112　ザクウォーリア（ルナマリア機　111とのハーフアソート）
  - 113　ギガン（共用ジョイントを使用しない支援機枠）
  - 114　MS武器セット（109、111、112用）
- Part7.5（2021年7月4週）
  - 115　ガンダムMk-2（ティターンズ）
  - 116　リ・ガズィ（マーキングプラス）
  - 117　ギラ・ドーガ（マーキングプラス　118とのハーフアソート）
  - 118　ギラ・ドーガ（レズン機　117とのハーフアソート）
  - 119　Gディフェンサー（ティターンズカラー）
  - 120　MS武器セット（117用）
- Part19（2021年10月5週）
  - 121　ガンダムアストレイレッドフレーム
  - 122　ガンダムアストレイブルーフレーム
  - 123　ジェガン（A型　肩、バックパックが124と違う、足甲がグレー124とのハーフアソート）
  - 124　ジェガン（D型　肩、バックパックが123と違う、足甲が緑123とのハーフアソート）
  - 125　パワードレッド（121用）
  - 126　MS武器セット（121、122用）
- Part20（2022年1月5週）
  - 127　クロスボーン・ガンダムX1
  - 128　クロスボーン・ガンダムX2
  - 129　ストライクE（130とのハーフアソート）
  - 130　ネモ（129とのハーフアソート）
  - 131　I.W.S.P（129用）
  - 132　MS武器セット（127、128用）
- Part21（2022年4月5週）
  - 133　ガンダム試作1号機GP-01
  - 134　量産型νガンダム
  - 135　ヘイズル・アウスラ
  - 136　ボール（共用ジョイントを使用しない支援機枠）
  - 137　MS武器セット（134、135用）
- Part22（2022年7月5週）
  - 138　ガンダム試作3号機GP-03
  - 139　ガーベラ・テトラ
  - 140　ディジェ
  - 141　ド・ダイ改
  - 142　MS武器セット（138～140用）
- Part23（2022年10月5週）
  - 143　ガンダム・エアリアル
  - 144　ガンダム・バルバトス
  - 145　リック・ディアス（赤）
  - 146　グレイズ
  - 147　MS武器セット（143～146用）
- Part15.5（2023年1月4週）
  - 148　ガンダムエクシア（トランザムカラー）
  - 149　ガンダムデュナメス（トランザムカラー）
  - 150　リゼル（ゼネラルレビル配備カラー）
  - 150　リゼル拡張セット（ゼネラルレビル配備カラー）
  - 151　MS武器セット（148、149、150用）
- Part24（2023年4月5週）
  - 153　インパルスガンダム
  - 154　GP-01fbフルバーニアン
  - 155　高機動型ザクII（156とのハーフアソート）
  - 156　シン・マツナガ専用ザクII（155とのハーフアソート）
  - 157　フォースシルエット（153用）
  - 158　MS武器セット（153、155、156用）
- Part16.5（2023年5月3週）
  - 159　Hi-νガンダム
  - 160　ガンダムキュリオス（トランザムカラー）
  - 161　オーバーフラッグ（マーキングプラス、162とのハーフアソート）
  - 162　GNフラッグ（マーキングプラス、161とのハーフアソート）
  - 163　MS武器セット（159、160、161、162用）
- Part25（2023年9月5週）
  - 164　シャイニングガンダム
  - 165　ガンダム・エアリアル（改修型）
  - 166　ウィンダム
  - 167　バックパックセット（166用）
  - 168　MS武器セット（164、165用）

## EX弾
全てプレミアムバンダイでの受注販売で発送日を記載
EX01　フルアーマー・ユニコーンガンダム 2017年3月16日
EX02　クシャトリヤ　2017年7月19日（再販2021年2月18日）
EX03 ヘイズル改（ティターンズカラー）　2017年9月19日（再販2021年2月18日）
EX04　ウーンドウォート＆ダンディライアンIIセット　2017年12月25日
νガンダム用　フィン・ファンネルセット　2018年2月24日（再販2023年3月20日）
EX05 ザンネック　2018年3月20日
EX06A　00クアンタフルセイバー　2018年7月28日（再販2022年12月19日）
EX06B　00ガンダム＆ザンライザーセット　2018年7月28日（再販2022年12月19日）
EX07　ガンダムDX＆Gファルコンセット　2018年8月28日
EX08　サザビー＆BWSセット
EX09 TR-6　インレ　2019年1月28日
EX10　ガンダムF90　Dタイプ＆Hタイプセット　2019年3月26日
ガンダムF91拡張セット　2019年3月26日
EX11 アプサラスII　2019年7月29日
EX12　ガンダムヴァサーゴ・CB&ガンダムアシュタロン・HCセット　2019年9月26日
EX13　フルアーマー・ユニコーン（REDver.）　2019年11月25日（EX01に10弾のユニコーンガンダム（ユニコーンモード）に使用できるシールドを追加）
EX14A　フリーダムガンダム　2019年12月25日（再販2023年10月23日）（EX14Bとの合体可能）
EX14B　ミーティア　2019年12月25日（再販2021年6月25日）（再再販2023年10月23日）
EX15　V2アサルトバスターガンダム＆光の翼セット　2020年2月12日
EX16　G-セルフパーフェクトパック　2020年3月25日
EX17　重装フルアーマーガンダム7号機　2020年4月22日
EX18　ガンダムDX＆Gファルコン マーキングプラスセット　2020年6月25日（EX07のマーキングプラスバージョン）
EX19　ガンダムレオパルドデストロイ＆エアマスターバーストセット　2020年6月25日（EX07、EX18に使用できる補助パーツ付属）
EX20　Ex‐Sガンダム　2020年9月25日
EX21　ガンダムF90 II (L＆I装備セット）　2020年9月25日（EX10と武装交換可能）
EX22　TR-6　インレ（ティターンズカラー）　2020年11月21日（EX09のティターンズカラーVer）
EX23　ギガンティック・アーム・ユニット装備セット　2020年12月21日
EX24　ガンダムF90A&P装備セット　2021年2月18日　（EX10、EX21と武装交換可能）
EX25　ガンダムF90V&M装備セット　2021年2月18日　（EX10、EX21、EX24と武装交換可能）
EX26　ナイチンゲール　2021年3月15日（再販2023年7月24日）
EX27　Hi-νガンダムセット　2021年3月15日（ハイパー・メガ・バズーカ・ランチャー付属）
EX　フリーダムガンダムver.GCP　2021年6月25日　（EX14AのGCPカラーVer）
EX28　ジャスティスガンダム　2021年6月25日（再販2023年11月21日）（EX14Bとの合体可能）
EX29　ガンダムヴァーチェセット　2021年8月27日（ナドレの換装可能）
EX30　連合のブーステッドマンセット　2021年8月27日（カラミティ、レイダー、フォビドゥン3体セット）
EX31　ストライクフリーダムガンダム　2021年9月（再販2024年1月）
EX32　パワーローダーセット　2021年11月26日（150ガーベラ・ストレート付属）
EX33　デスティニーガンダム　2022年1月27日（再販2024年2月）
運命＆自由 光の翼セット　2022年1月27日（再販2024年2月）（EX31とEX33の拡張セット）
EX34　ガンダムAGE-1フルグランサセット　2022年1月27日
EX35　ガンダムTR-6［クインリィ］フルアーマー形態　2022年3月25日
EX36　ガンダム試作2号機＆ザメルセット　2022年5月19日
EX37　フルアーマーZZガンダム　2022年6月22日
EX38　キュベレイセット　2022年6月22日（ハマーン機、プル機、プルツー機の3体セット）
EX39　クロスボーンガンダムX1　フルクロス　2022年7月19日
EX40　デンドロビウム　2022年9月26日
EX41　ノイエ・ジール　2022年9月26日（高機動型ザクガトー機付属）
EX42　クィン・マンサ　2022年12月23日
EX43　ゴッドガンダム　2023年1月24日
ゴッドガンダムオプションセット　2023年1月24日
EX44　マスターガンダム　2023年2月25日
マスターガンダムオプションセット　2023年2月25日
EX　サザビー[マーキングプラス]　2023年3月20日（EX08サザビー単体のマーキングプラスVer）
EX45　アルヴァトーレ　2023年4月24日（金メッキ仕様で内部にアルヴァアロン付属）
EX ヴァーチェ(トランザムカラー)セット　2023年6月14日（EX29のトランザムカラーVer）
EX46　GNアームズ TYPE-E　2023年8月21日
EX47 ガンダム・キャリバーン（DX版）　2023年12月18日
EX48 サイコガンダムMk-II　2024年3月
EX49 高機動型ザク　サイコ・ザク（GUNDAM THUNDERBOLT版）　2024年5月